# Sistan i Balutxistan
Sistan i Balutxistan (en persa: استان سيستان و بلوچستان, Ostān-e Sīstān-o Balūchestān) és una de les 31 províncies de l'Iran, localitzada al sud-est del país, és fronterera amb el Pakistan i l'Afganistan.
La seva capital és Zahedan la qual té 591.330 habitants. La província és la tercera més gran de l'Iran amb una àrea de 181.785 km² i una població de 2,2 milions.

## Geografia

Sistan i Balutxistan

La província comprèn dues seccions: Sistan al nord on es troba el Dasht-i-Sistán formada per la conca del riu Helmand i la muntanya Khaje, i Balutxistan al sud, regió principalment muntanyenca amb gran varietat de climes a causa de la proximitat del mar d'Oman i la muntanya Kuh-i-Taftan.
Entre les muntanyes més importants de la província destaca el Kuh-i-Taftán, amb una altura de 4.300 m, el qual va esser un volcà actiu, i actualment és un dels punts més importants del país per practicar l'alpinisme. També són importants altres muntanyes com la muntanya Kuh-i-Bazman, el Birg, el Malek Siah Kuh i la muntanya Khaje.
Els rius més importants de la província són el riu Helmand, el Bampur, el Kajo, el Sarbaz i el Kahir; mentre que els llacs més grans són el llac Hamun, el Jazmurian i el Gowater.
La província és una de les regions més seques de l'Iran presentant-se un lleu augment de precipitacions d'est a oest, i un augment d'humitat a les regions costaneres. La província està subjecta a vents de temporada provinents de diferents llocs entre els quals destaquen el Levar que és un vent de 120 dies de durada a Sistan, el Quosse, el setè vent conegut com a Gav-kosh, el Nambi o vent del sud; el Hushak, els vents humits de l'oceà Índic, el Nord o Gurich, i el Gard o vent de l'oest.

## Cultura
Al sud i oest de Sistan i Balutxistan, la gent és en la seva majoria d'ètnia balutxis, els quals parlen el balutxi. El nom Balutxistan significa Terra dels balutxi en persa. D'altra banda, el nom persa de Sistan prové de l'antic persa Sakastāna, que significa Terra dels sakas, nom persa pels escites, que van dominar la regió en el primer mil·lenni a. C.
És una de les regions menys desenvolupades de l'Iran.